# Retropolis
Retropolis is het tweede studioalbum van The Flower Kings. De muziekgroep liet hier een meer eigen geluid horen, terwijl dat van het vorig album nog erg leunde op Genesis. Retropolis is de stad, waar de scheidslijn tussen leven en dood (heden en toekomst) niet bestaat en ook de factor tijd verdwenen is. Bandleider Roine Stolt en belangrijkst componist van de band gaf een aantal voorbeelden: Christopher Columbus verkoopt Andy Warhol-namaak en John Lennon en Yoko Ono zijn weer samen.
De hoes van Per Aleskog is gebaseerd op de film Metropolis. 

## Musici
- Roine Stolt – gitaar, zang, toetsinstrumenten
- Tomas Bodin – toetsinstrumenten
- Hasse Bruniusson – percussie en slagwerk Flora Majora
- Jaime Salazar slagwerk
- Michael Stolt – basgitaar

Met
- Hans Fröberg – zang op There is more en Silent sorrow
- Ulf Wallander – sopraansaxofoon op The melting pot en The road back home.

## Muziek
Alle van Roine Stolt behalve waar aangegeven: 

| Nr. | Titel                       | Duur  |
| --- | --------------------------- | ----- |
| 1.  | Rhythm of life (Bodin)      | 0:32  |
| 2.  | Retropolis                  | 11:10 |
| 3.  | Rhythm of the sea           | 6:12  |
| 4.  | There is more to this world | 10:15 |
| 5.  | Romancing the city (Bodin)  | 0:57  |
| 6.  | The melting pot             | 5:45  |
| 7.  | Silent sorrow               | 7:42  |
| 8.  | The Judas kis               | 7:43  |
| 9.  | Retropolis by night (Bodin) | 3:18  |
| 10. | Flora majora                | 6:50  |
| 11. | The road back home          | 8:55  |